# Pharaphodius chausibensis
Pharaphodius chausibensis är en skalbaggsart som beskrevs av S. Endrödi 1980. Pharaphodius chausibensis ingår i släktet Pharaphodius och familjen Aphodiidae. Inga underarter finns listade i Catalogue of Life.